# Lily Elfrida Sutherland
.Lily Elfrida Sutherland, född 1888 i Södra Sandby, Malmöhus län, död okänt år, var en svensk-brittisk glasmålare.
Hon var dotter till veterinären Lars Magnus Nordenson och Anna Lucia Larsson och från 1921 gift med Ronald Sutherland. Hon var tillsammans med sin make bosatt under flera år i Ekvatorial-Afrika, men sedan hon återvände till England i mitten på 1930-talet, började hon efter sin makes död på allvar arbeta som glasmålare. Hon utförde glasmålningar i privata och offentliga byggnader i England. Sutherland är representerad med glasmålningen Herdarnas tillbedjan i Södra Sandby kyrka.    